# Xanthocrambus caducellus
Xanthocrambus caducellus là một loài bướm đêm trong họ Crambidae.